# ニュースEyeランド
『ニュースEyeランド』（ニュースアイランド）は、1985年10月7日から2007年3月30日までサンテレビが放送していたニュース番組である。提供クレジットを出す前に「協力 神戸新聞」のクレジットを表示していた。

## 概要
独立UHF局の限られた予算内で様々な試みがなされた番組である。朝日放送との提携により、同局から提供されたANNの映像を用いて全国ニュースを伝えていた。また、東京のリポーターを使って東京のニュースも伝えていた。
当初の放送時間は月曜 - 金曜 19:30 - 20:00 （プロ野球オフシーズン中）、もしくは月曜 - 金曜 17:30 - 18:00 （プロ野球シーズン中）だったが、番組終了時には月曜 - 金曜 21:30 - 21:53 に放送されていた。1995年1月の阪神・淡路大震災の発生直後には一時放送を中断していたが、同年2月に放送を再開。それからしばらくの間はプロ野球シーズン中と同様に放送時間を17:30からに繰り上げ、被災者のための生活情報を中心に伝えていた。
1996年10月1日からは、21:30枠で放送の姉妹番組『ニュースEyeランドf』との2本立てにしていたこともあるが、同番組は2000年3月31日に終了。同年4月3日からは替わって本番組がこの時間帯で放送されていた。
番組開始から長らくサンテレビアナウンスチーフで報道部長の林英夫がメインキャスターを務めていたが、林は神戸市議会議員への転身でサンテレビを退職するため、2002年12月25日放送分をもって降板した。林の降板後には、それ以外のアナウンサーや契約アナウンサーがキャスターを務めていた。
番組は2007年3月30日放送分をもって終了し、21年半（22年）間の放送に幕を閉じた。同年4月2日からは替わって17時台で『ニュース・シグナル』が放送され、本番組が放送されていた枠はゴルフ番組などの枠に置き換えられた。また、夜のニュースは21:24（月曜日のみ21:55）から放送の『SUN-TVニュース』が請け負っていた。

## レギュラーコーナー
番組は以下のコーナーを定期的に行っていた。ただし、阪神・淡路大震災の発生日である1月17日前後、終戦の日である8月15日前後、兵庫県内に関係する国政選挙・兵庫県知事選挙・統一地方選挙などが行われる日、突発的な大事件・事故が起きた日にはコーナーを休止し、それらの関連特集を優先的に行っていた。
スポーツ Dash!! （月曜）
兵庫県内のスポーツ情報を提供していたコーナー。内容は阪神タイガース、オリックス・バファローズ、ヴィッセル神戸関連の情報が中心。ヴィッセル関連の情報は、2006年4月にスタートした『ヴィッセル神戸TV』（原則日曜 18:25 - 18:30）が伝える情報と一部重複する場合もあったが、映像に関しては別の物を使用していた。
防災1.17 （火曜）
1995年の阪神・淡路大震災や2004年の平成16年台風第23号に見舞われたときの事を教訓にして災害に備える地域の取り組みと、その課題を取材・検証していたコーナー。
ニュースeライン（金曜）
視聴者から寄せられた情報を基にして身近な話題を取材していた双方向型のコーナー。
いんふぉめーしょん（金曜）
県内で行われる様々なイベントの情報を紹介していたコーナー。

## 出演者
いずれも番組終了時点の出演者。特記の無い人物は全員サンテレビアナウンサー（後に離職した人物も含む）。
| 月曜                                   | 火曜・水曜               | 木曜・金曜               |
| メインキャスター                       | メインキャスター         | メインキャスター         |
| 男性                                   | 男性                     | 男性                     |
| -------------------------------------- | ------------------------ | ------------------------ |
| 谷口英明                               | 小浜英博                 | 藤村徹                   |
| 女性                                   |                          |                          |
| 影谷かおり                             | 影谷かおり               | 東真由美                 |
| 「スポーツ Dash」                      |                          |                          |
| 木内亮 湯浅明彦                        |                          |                          |
| 「防災1.17」                           |                          |                          |
| 浮田信明（当時サンテレビ報道部デスク） |                          |                          |
| 気象キャスター                         |                          |                          |
| 上原みなみ（気象予報士）               | 上原みなみ（気象予報士） | 小野田リカ（気象予報士） |

## BGM
- 根岸一彦作曲 楽曲名不明(オープニング、開始時期不明 ‐ 2000年3月)
- Hevia 「Busindre Reel」（オープニング、2000年4月 - 2005年3月）
- Volcano 「Earth Affair」（オープニング、2005年4月 - 2007年3月）
- 小曽根真「LAKE THUN」（天気予報BGM） - 姉妹番組『ニュースEyeランドf』でも使用。

## 最終回
最終回では、まず最初の15分間で統一地方選挙のニュース、阪神タイガースの試合、神戸の桜が開花、週末の天気予報について伝えた。そして残りの10分間で、4月から始まる『ニュース・シグナル』のお知らせと、本番組の歴史を当時の映像と音声を交えて振り返る「ニュースEyeランドヒストリー」を行った。ただし公職選挙法の絡みにより、初代キャスターの林の映像は出せなかった。
- 放送第1回のオープニングに当時の谷口と藤村の映像
- オーストラリア人のアレックスによるの英字新聞の紹介
- 週末情報版には当時人気のVJクリスティーナマルタキスが出演
- 阪神・淡路大震災による一時中断（2月に再開）
- 1996年10月 ニュースEyeランドfの放送開始
- 2000年4月 夜に一本化
- 2000年7月3日 番組発の気象予報士（小野田リカ）の登場 名物の膝かっくん、ルミナリエ中継やリポート担当
- 2001年4月2日 スポーツコーナー「Dash」のスタート
- 2003年9月15日 タイガースがリーグ優勝特番のため、午前1時すぎにスタート
- 2005年10月 独特のリポートで番組を盛り上げた東真由美の登場

最後にキャスターの藤村が「ニュースEyeランドはこれをもちまして最終回、終了いたします。本当にこれまで 長い間ありがとうございました。そして、さようなら」と言って番組を締めくくった。

## 備考
- 谷口と藤村は、林と同じく1985年の番組開始時から出演していた。
- 「ド」の濁点部分が目になっているタイトルロゴは、途中でロゴがCG化されるなどの変化はあったものの、番組開始時から終了時まで通して使われていた。
- 1995年2月17日は阪神・淡路大震災から1か月になることを受け、当番組を休止し21:00 - 23:20にテレビ朝日制作の報道番組『ニュースステーション』の特番『ニュースステーションスペシャル 阪神大震災から1か月〜神戸サンテレビ 222本のVTRから〜』をテレビ朝日系列とのサイマルネットで放送。サンテレビも共同制作の形で番組制作に協力し、朝日放送（現：朝日放送テレビ）も制作協力に加わった。その際、同特番内で当番組の代替となる県内ニュースと天気予報を別々に放送し（司会はどちらも通常通り林と藤沢礼子）、それらがテレビ朝日系列を通じて全国に放送されるという異例の取り組みが行われた。